# جائزة بلجيكا الكبرى 1950
جائزة بلجيكا الكبرى 1950 هو سباق فورمولا 1 أقيم بتاريخ 18 يونيو 1950 في حلبة دي سبا فرانكورشومب، حمام معدني، بلجيكا. كان الخامس من أصل 7 في بطولة العالم لسباقات الفورمولا واحد موسم 1950. حلّ الأرجنتيني خوان مانويل فانجيو أولا بينما جاء الإيطالي لويجي فاجيولي في المركز الثاني وحصل على المركز الثالث الفرنسي لويس روزيه.